# Cercle Maillol
El Cercle Maillol va ser una agrupació d'artistes catalans, estructurada com un dels Cercles de l'Institut Francès de Barcelona. Fou creat entre 1946 i 1947 per iniciativa d'un grup d'artistes format per Xavier Valls, Charles Collet, Bernat Sanjuan, Alfred Figueras i Suzanne Verdier, que demanaren al director de l'Institut, Pierre Deffontaines, poder reunir-se un dia a la setmana en un dels salons d'aquest i formar un cercle com el que ja havien creat els músics (Cercle Manuel de Falla). Deffontaines acollí favorablement la iniciativa i, sota els auspicis del professor i historiador Pierre Vilar, el Cercle inicià les seves activitats.
El primer president del Cercle, fins a l'any 1950, fou l'escultor Charles Collet. El pintor i gravador Josep Hurtuna cobrí un breu interval, i el següent president fou Josep Maria de Sucre. A aquest el seguí Arnau Puig.
El Cercle Maillol organitzava importants conferències, exposicions temporals, recepcions, lectures d'art i tertúlies setmanals, on els més joves escoltaven els artistes més grans, com Joaquim Sunyer, Josep Clarà o Ricard Opisso. Deffontaines decidí partir una beca d'un any d'estudis en dotze beques de viatge d'un mes, principalment per estudiar a París, el que facilitava l'obtenció del corresponent visat, i alguns dels becats s'hi quedaren llargament. En aquest sentit el Cercle Maillol tingué un paper molt important en la difusió de l'art d'avantguarda i la formació dels joves artistes en un moment en què Espanya es trobava sota la dictadura franquista.

## Artistes que obtingueren una beca del Cercle Maillol per formar-se a París
- Antoni Tàpies (1950)
- August Puig
- Jordi Mercadé (1948)
- Joan Palà (1948)
- Xavier Valls (1949)
- Albert Ràfols Casamada (1950)
- Juan Antonio Roda (1950)
- Josep Maria García-Llort (1950)
- Joan Josep Tharrats (1953)
- Josep Maria Subirachs (1951)
- Modest Cuixart (1949)
- Maria Girona
- Esther Boix
- Josep Guinovart (1953)
- Santi Surós
- Josep Hurtuna
- Ignasi Mundó (1945)
- Francesc Todó (1954)
- Ramon Rogent (1953)
- Leandre Cristòfol (1952)
- Vicenç Caraltó
- Lluís Rey Polo (1951)
- Pere Quetglas Ferrer, Xam (1958). Obté Beca per anar a Alemanya.
- Pere Falcó Golondrina (1960)
- Daniel Argimon i Granell (1965)